# Golfo Ladrillero
Golfo Ladrillero är en vik i Chile.   Den ligger i regionen Región de Magallanes y de la Antártica Chilena, i den södra delen av landet, 1 800 km söder om huvudstaden Santiago de Chile.
Trakten runt Golfo Ladrillero är nära nog obefolkad, med mindre än två invånare per kvadratkilometer.